# 因塔
66°05′N 60°08′E / 66.083°N 60.133°E
因塔（Инта́）是俄羅斯科米共和國東北部的一個城市。2010年人口為32,080人。2002年人口為41,217人。

## 历史
蘇聯時代，此處設有一間古拉格。

## 交通
有因塔機場及科特拉斯–沃爾庫塔鐵路。

## 當地名人
- 蘇聯曲棍球運動員維克多·日鲁科托夫（Viktor Zhluktov）的出生地。